# Richard Limo
Richard Limo (Cheptigit, 18 de novembro de 1980) é um fundista queniano, campeão mundial dos 5000 metros em Edmonton 2001.